# روابط ارمنستان و استرالیا
روابط ارمنستان و استرالیا (انگلیسی: Armenia–Australia relations) روابط دوجانبه بین ارمنستان و استرالیا است. نمایندگی معتبر استرالیا در ارمنستان از سفارت این کشور در مسکو می‌باشد.

## تاریخچه
ارمنستان و استرالیا روابط رسمی خود را در سال ۱۹۹۲ برقرار کردند و از آن زمان تاکنون دو کشور روابط نسبتاً دوستانه ای برقرار کرده‌اند.

## مهاجران ارمنی در استرالیا
در حالی که ارمنستان و استرالیا فقط در سال ۱۹۹۲ روابط خود را برقرار کردند، ارمنی‌ها برای اولین بار در سال ۱۸۵۰ در استرالیا حضور پیدا کردند. ارمنی‌ها یا به عنوان ترک، ایرانی یا روس شناخته می‌شدند، اما تنها زمانی قومیت آنها مطرح شد که نسل‌کشی ارمنی‌ها رخ داد. نسل‌کشی ارمنی‌ها در همان روزی اتفاق افتاد که متفقین جنگ جهانی اول تصمیم گرفتند نبرد گالیپولی را علیه امپراتوری عثمانی با امید به پایان رساندن سریع جنگ، اما ناموفق، به راه بیندازد. با این وجود، سربازان استرالیایی اغلب با ارمنی‌ها ای که توسط مقامات ترک عثمانی در خاورمیانه تبعید شده و گرسنه می‌شدند تماس می‌گرفتند و احساس همدردی با قربانیان ارمنی ایجاد می‌کردند. پس از جنگ جهانی اول به ارمنیان پناهندگی داده شد تا در استرالیا مستقر شوند، اما مهاجرت تنها زمانی به اوج خود رسید که جنگ جهانی دوم آغاز شد، زمانی که ارمنستان تحت اشغال شوروی بود، تحولات در ایران، عراق و سوریه و بعداً جنگ اول قره باغ کوهستانی آغاز شد. جامعه ارمنی در استرالیا ارتباط قوی با ارمنستان دارد و بارها با جمعیت ترک و آذربایجانی بر سر درگیری قره باغ درگیر شده است.

## به رسمیت شناختن نسل‌کشی ارمنی‌ها
استرالیا به دلیل روابطش با ترکیه، نسل‌کشی ارمنی‌ها را به رسمیت نشناخته است. با این حال، ارمنستان و استرالیا در طول جنگ جهانی اول با هم ارتباط دارند، زمانی که استرالیا به عنوان بخشی از امپراتوری بریتانیا در همان روزی که نسل‌کشی ارمنی‌ها آغاز شد، علیه عثمانی‌ها جنگید. اهمیت آن برای هر دو ملت مشخص است: برای ارمنیان، تلاش برای بقا از ظلم و ستم بود، در حالی که برای استرالیایی‌ها، لحظه‌ای بود که هویت مشترک استرالیایی را برانگیخت. تماس مکرر با اخراج‌شدگان ارمنی باعث ایجاد حس همبستگی شده بود، نیروهای استرالیایی به تلاش‌های امدادی به اخراج‌شدگان ارمنی کمک کردند و در مارس ۱۹۱۸، سرهنگ استرالیایی استنلی ساویج شجاعانه در برابر نیروی عثمانی که قربانیان نسل‌کشی ارمنی‌ها و آشوری‌ها را شکست می‌داد، دفاع کرد و جان بسیاری از ارمنی‌ها و آشوریان را نجات داد. یتیم خانه ای که توسط استرالیا اداره می‌شود در آنتلیاس لبنان تأسیس شد تا به یتیمان ارمنی کمک کند.
اگرچه استرالیا هنوز نسل‌کشی را به رسمیت نشناخته است، به لطف تلاش‌های محقق ارمنی ویکن بابکنیان و همتای استرالیایی او پیتر استنلی، از نسل‌کشی ارمنی‌ها یاد می‌شود، اما این موضوع اهمیت به ویژه با مالکیت خصومت فزاینده رجب طیب اردوغان و اظهارات ضد استرالیایی بیشتری پیدا کرد. در سال‌های اخیر، مهم‌ترین سرزنش او علیه استرالیا به دلیل تیراندازی در مسجد کرایست‌چرچ در سال ۲۰۱۹ بوده است. استرالیا راه حلی را برای به رسمیت شناختن نسل‌کشی ارمنی‌ها در سال ۲۰۱۸ تأیید کرده است.

## روابط اقتصادی
ارزش کل واردات از استرالیا طی دوره ۲۰۱۴–۲۰۱۸ تقریباً ۲۳ میلیون دلار آمریکا بوده در حالی که ارزش کل صادرات تقریباً ۶۹۷۰۰۰ دلار آمریکا بوده است. اوج سال واردات به ارمنستان از استرالیا ۲۰۱۴ بود که تقریباً ۹ میلیون دلار آمریکا بود، در حالی که سال اوج صادرات از ارمنستان به استرالیا ۲۰۱۶ بود که ۲۱۴۰۰۰ دلار آمریکا بود؛ بنابراین با وجود بی‌توجهی به روابط، انتظار رونق اقتصادی افزایش یافته است.